# 석포역
석포역(Seokpo station, 石浦驛)은 경상북도 봉화군 석포면 석포리에 위치한 영동선의 철도역이다. 
영동선 중 봉화군 최북단에 있는 역으로 다음 역인 동점역부터는 강원도 태백이 행정 구역이 된다. 인근에 마을이 있으나 여객 취급은 그리 많은 편이 아니고 인근 제련소에서 생산하는 각종 비철금속과 화학물질 등을 전국 각지로 발송하는 역할을 한다. 백두대간협곡열차를 제외한 영동선의 모든 열차가 정차한다.

## 연혁
- 1956년 1월 1일 : 영업 개시[1]
- 1957년 1월 17일 : 구 역사 신축 준공
- 1971년 : (주)영풍 전용선 신설
- 1996년 12월 20일 : 역사 신축 준공
- 2006년 5월 1일 : 소화물 취급 중지
- 2016년 7월 4일 : 석포역 근처 굴현터널에서 탈선 사고 발생
- 2020년 8월 19일 : 동해산타열차 운행 개시

### 승강장
| ↑철암     |
| 승강장 \| |
| 승부↓     |

| 승강장 | 영동선 | 무궁화호 동해산타열차 | 부전▪동대구▪영주▪동해▪강릉 방면 |

## 인접한 역
| 영동본선                | 영동본선        | 영동본선       |
| ----------------------- | --------------- | -------------- |
| 승부 부전 · 동대구 방면 | 무궁화 영동선   | 철암 동해 방면 |
| 승부 영주 방면          | 무궁화호 영동선 | 철암 동해 방면 |
| 승부 분천 방면          | 동해산타열차    | 철암 강릉 방면 |